# بی برنچ (آرکانزاس)
بی برنچ (به انگلیسی: Bee Branch) یک منطقهٔ مسکونی در ایالات متحده آمریکا است که در شهرستان ون بیورن، آرکانزاس واقع شده‌است. بی برنچ ۱٬۷۲۴ نفر جمعیت دارد و ۱۵۴ متر بالاتر از سطح دریا واقع شده‌است.